# Урін Дмитро Еріхович
Урін Дмитро Еріхович — радянський російський письменник.
Народився 1906 р. Помер у грудні 1934 р. в Москві.
Похований у Києві на Лук'янівському кладовищі.
Автор повісті «Шпана», роману «Остання халтура», сценаріїв українських фільмів: «Чорна шкіра» (1931, реж. П. Коломойцев), «Остання ніч» (або «Біла смерть», 1933—1935, співавт. сцен. з реж. М. Капчинським).